# Themba Mnguni
Themba Mnguni (Pretoria, 1973. december 16. –), Dél-afrikai válogatott labdarúgó.
A Dél-afrikai Köztársaság válogatott tagjaként részt vett az 1998-as világbajnokságon és az 1998-as afrikai nemzetek kupáján.

## Sikerei, díjai
Dél-Afrika
- Afrikai nemzetek kupája ezüstérmes (1): 1998